# V. U. Hammershaimb

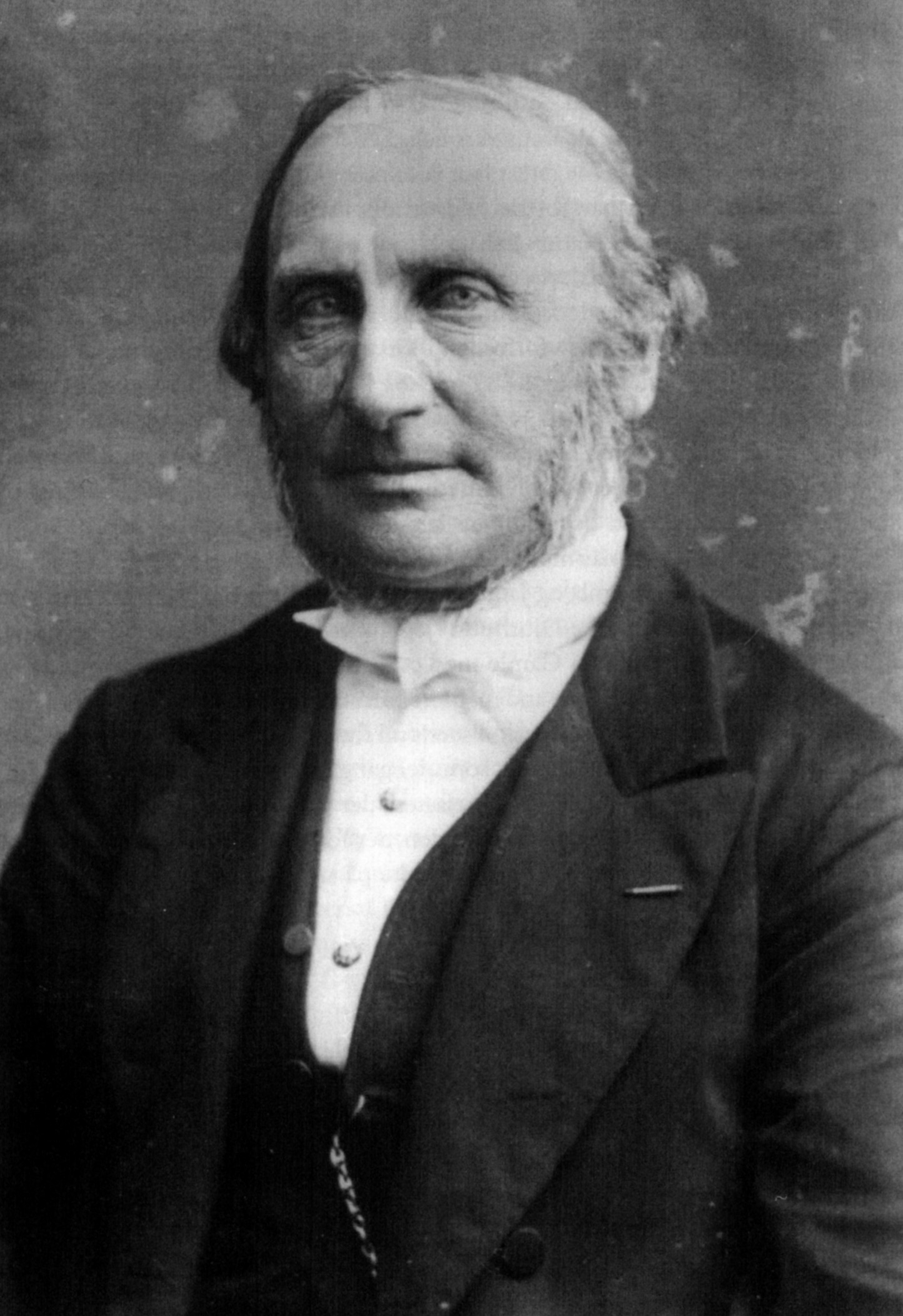
V. U. Hammershaimb (1819–1909), Pfarrer und Philologe, 1867 Propst der Färöer. Er schuf die moderne färöische Schriftsprache, eine der Voraussetzungen für die färöische Nationalbewegung ab Ende des 19. Jahrhunderts.

Venceslaus Ulricus Hammershaimb (bekannter als V. U. Hammershaimb oder auch Venzel Hammershaimb; * 25. März 1819 in Sandavágur, Färöer; † 8. April 1909 in Kopenhagen) war ein färöischer Pfarrer und Philologe und ist bekannt als Begründer der modernen färöischen Schriftsprache.

## Leben

### Herkunft
Hammershaimbs Familie geht zurück auf Georg Smendein, der am 11. September 1642 in Wien vom deutschen Kaiser Ferdinand III. als von Hammersheimb in den böhmischen Adelsstand erhoben wurde. Dessen Sohn Wenceslaus Franciscus de Hammershaimb (1645–1696) wurde um 1674 als Protestant aus Schlesien vertrieben und ließ sich als Ingenieur und Mathematicus in Dänemark nieder. Er arbeitete in Kopenhagen unter anderem als Kartograph und heiratete 1685 die Dänin Annika Knudsdatter Tved. Ihr gemeinsamer Sohn Jørgen Frans von Hammershaimb kam am 21. Oktober 1688 in der Gemeinde der Sankt-Petri-Kirche in Kopenhagen zur Welt. 1696 starb Wenceslaus Franciscus. Als 1723 der damalige Landvogt (fúti) auf den Färöern, Diderich Marcussen (1670–1723), starb, bekam Jørgen Frants de Hammershaimb die Stelle auf den abgelegenen Inseln angeboten und nahm sie an. Wie damals üblich, heiratete er noch im selben Jahr die Witwe seines Vorgängers. Als diese vier Jahre später starb, wurde Elisabeth Kristine Samuelsdatter Weyhe, die 1712 in Sandavágur geborene Tochter des Løgmaður Samuel Lamhauge, seine Ehefrau. Mit ihr hatte er nicht weniger als 13 Kinder. Eines von diesen Kindern war Wencelaus Hammershaimb (1744–1828). Als Jørgen Frants 1765 starb, übernahm sein Sohn Wencelaus die Stelle des Landvogtes. Im Jahr darauf heiratete Wenceslaus Hammershaimb eine Schwester von Jens Christian Svabo mit Namen Armgard Maria Svabo. Mit ihr hatte er sechs Kinder, darunter den späteren Juristen Jørgen Frantz Hammershaimb (1767–1820). Dieser wurde 1806 zum Løgmaður ernannt und hatte seinen Amtssitz auf dem Hof á Steig (dänisch Stegaard) im Ort Sandavágur auf der färöischen Insel Vágar. Er heiratete 1813 Armgard Maria Egholm und diese brachte am 25. März 1819 einen Sohn zur Welt, der Venceslaus Ulricus genannt wurde. Allerdings starb Jørgen Frantz Hammershaimb schon im darauffolgenden Jahr und die Witwe konnte nicht im ehemaligen Amtssitz ihres Mannes bleiben. Sie zog deshalb mit ihren beiden Kindern nach Tórshavn, wo sie von einer Witwenpension lebte und den Rest ihres noch lange währenden Lebens verbrachte.

### Lebensweg
Venceslaus Ulricus Hammershaimb verbrachte seine Kindheit in den Gassen der Altstadt von Tórshavn. Direkt gegenüber der Wohnung in der Nýggjustova lag die Fútastova, der Wirkungsort seines Großvaters Wencelaus. Dieser brachte ihm auch das Lesen bei. Das Schreiben lernte er hingegen bei Jens Davidson, dem Sekretär des Amtmannes. Darüber hinaus erhielt er Privatunterricht beim Tórshavner Gemeindepfarrer Pram Gad, der seine Begabungen erkannte und der Mutter empfahl, ihren Sohn zur weiteren Ausbildung nach Dänemark zu schicken. Bereits im Oktober 1831 reiste die Witwe Hammershaimb zusammen mit ihrem zwölfjährigen Sohn nach Kopenhagen, um sich dort um dessen weitere Ausbildung zu kümmern. Nach Überwinterung in Norwegen kamen sie im Februar 1832 in der dänischen Hauptstadt an. Hammershaimb besuchte dann bis 1839 die Borgerdydskole in Christianshavn.
Anschließend begann er ein Studium an der Universität Kopenhagen, wo er 1840 als cand.phil. seine Studien in den Fächern Theologie und nordische Sprachen, insbesondere Isländisch, fortsetzte. Er pflegte hier auch nähere Kontakte zu isländischen Studenten und freundete sich mit Svend Grundtvig an.
Obwohl seine Familie väterlicherseits deutsch-dänischer Abstammung war, fühlte sich V. U. Hammershaimb als Färinger und somit der färöischen Sprache, die die Sprache seiner Mutter und seiner Kindheit war, tief verbunden und verpflichtet. Er sah es als notwendige und dringliche Aufgabe an, die färöische Sprache auf eine geeignete Weise zu verschriftlichen, um so die Kultur des Landes zu bewahren und dem weiteren Verfall der Sprache zu begegnen. Bereits im Sommer 1841 stattete er den Färöern einen kurzen Besuch ab, reiste während dieses Aufenthaltes für seine Sprachforschungen von Dorf zu Dorf und führte gleichzeitig ein Tagebuch. Dieses Tagebuch brachte der färöische Philologe Christian Matras 100 Jahre später, 1941, unter dem Titel Færøsk Dagbog 6.7–16.8 1841 heraus.

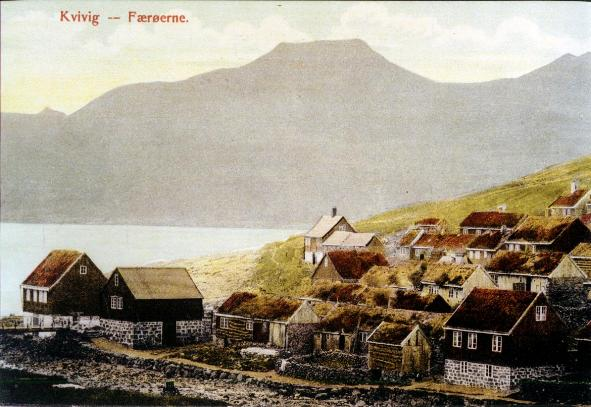
Kvívík auf Streymoy um 1900. In diesem Ort lebte und arbeitete V. U. Hammershaimb von 1855 bis 1862.

Nach dem bestandenen theologischen Examen kehrte Hammershaimb als ausgebildeter Theologe 1847 für ein ganzes Jahr auf die Inseln im Nordatlantik zurück. Er setzte seine 1841 begonnene Arbeit fort, färöische Sprachzeugnisse zu sichten und zu sammeln sowie sich mit den verschiedenen Dialekten seiner Muttersprache zu beschäftigen, die damals nur noch in gesprochener Form überliefert war. Im Sommer 1853 unternahm er eine weitere Reise auf die Färöer zwecks Forschungen vor Ort. Über die Ergebnisse dieser Reisen berichtete er anschließend in mehreren Beiträgen in der Antikvarisk Tidsskrift.
Im August 1855 heiratete V. U. Hammershaimb in der Heiliggeistkirche in Kopenhagen Elisabeth Christiane Augusta Gad, die 1829 in Tórshavn geborene Tochter seines ehemaligen Lehrers und früheren Tórshavner Gemeindepfarrers Pram Gad, der seit 1846 Gemeindepfarrer an der Heiliggeistkirche in Kopenhagen war. Danach zog das frisch verheiratete Paar auf die Färöer, wo Hammershaimb eine Stelle als Gemeindepfarrer auf Streymoy mit Wohnsitz in Kvívík erhalten hatte. Seine Silvesterpredigt dort am 31. Dezember 1855 ging in die Annalen ein; denn er las aus dem Evangelium in seiner Muttersprache, was damals undenkbar schien. Es sollte bis 1939 dauern, bis das Färöische Dänisch als Kirchensprache ablöste.
Im folgenden Jahr, 1856, kam im Mai in Kvívík sein ältester Sohn Hjalmar zur Welt, der später für kurze Zeit Sorinskrivari auf den Färöern werden sollte.

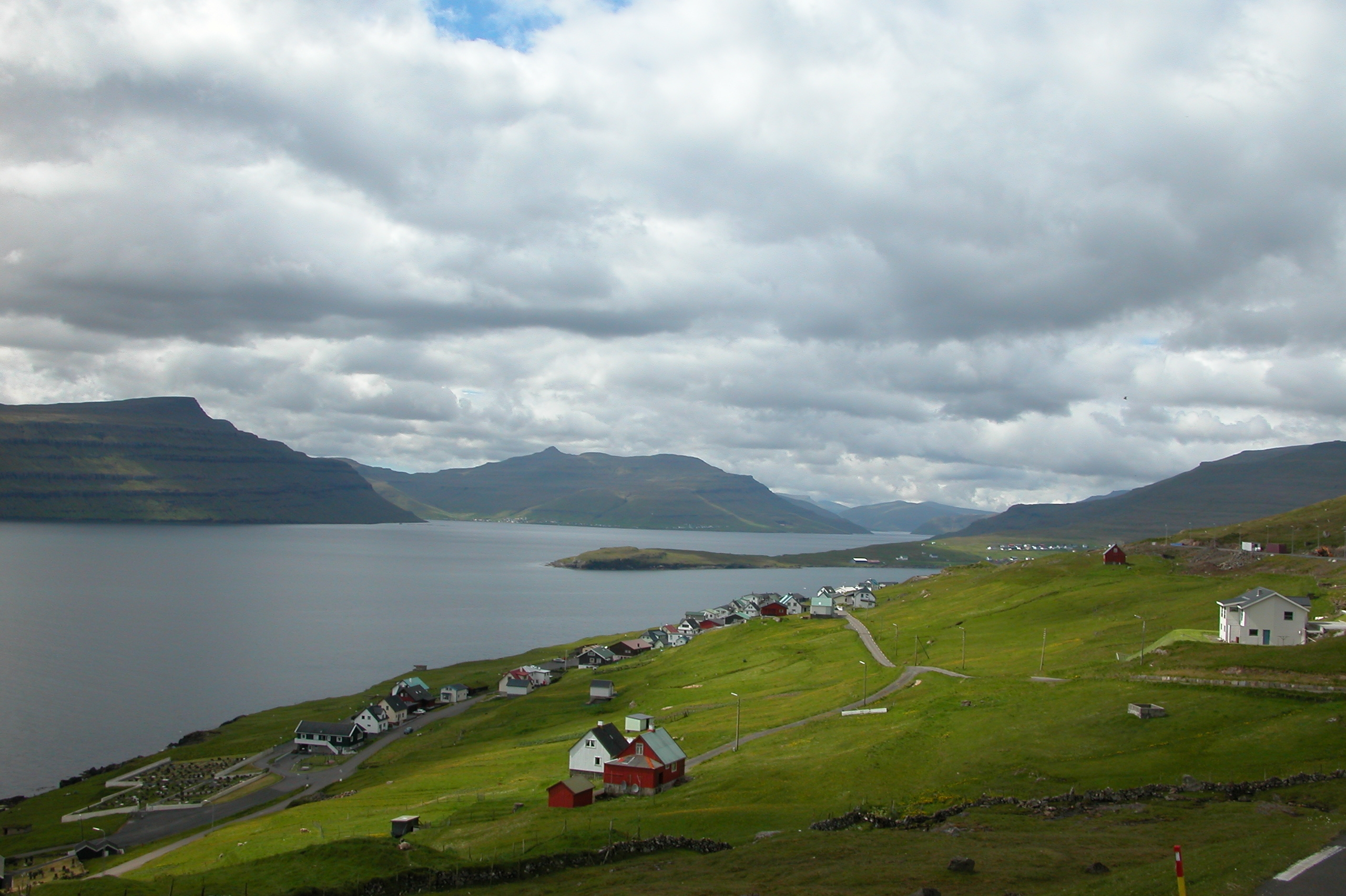
Nes auf Eysturoy, wo Hammershaimb seit 1862 lebte und arbeitete.

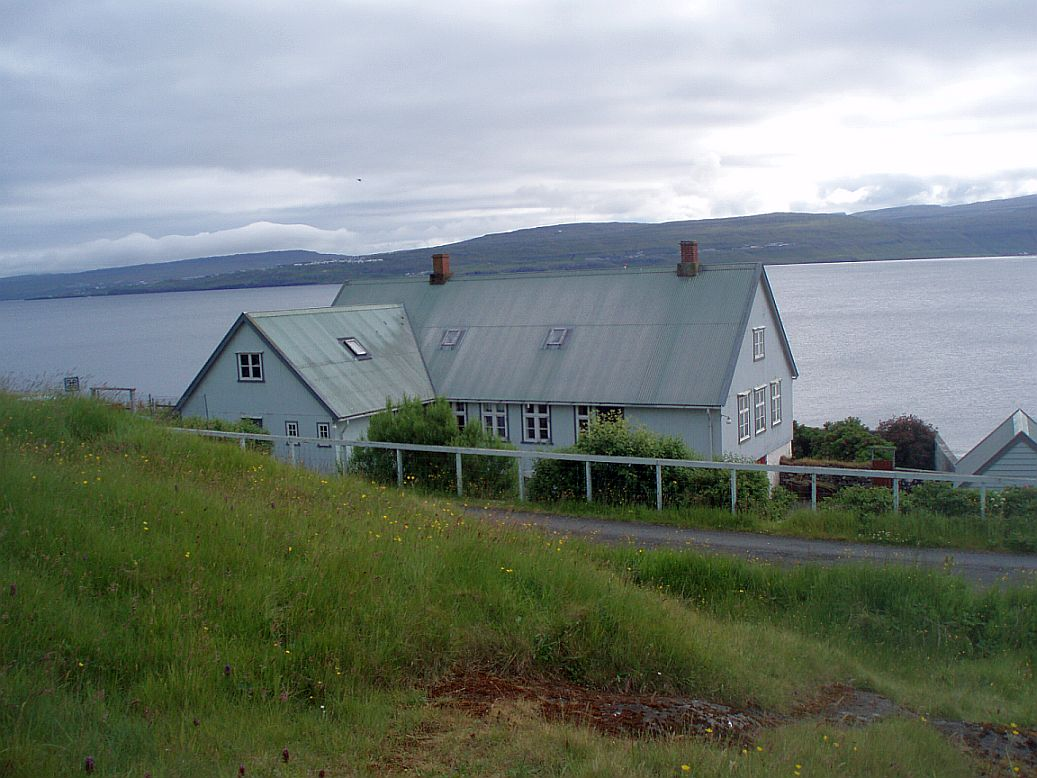
Der damals neugebaute Pfarrhof in Nes auf Eysturoy, wo Hammershaimb seit 1863 wohnte. Das Haus hatte ursprünglich ein Grasdach.

1862 wurde Hammershaimb Pfarrer in Nes auf Eysturoy. Jedoch befand sich das alte Wohnhaus seines Vorgängers in einem solch erbärmlichen Zustand, dass er sofort den Neubau eines Pfarrhofes in Angriff nahm, wobei seine Frau die Pläne für den Neubau zeichnete. Auch die Finanzierung des Neubaus wurde von einer Frau übernommen: Eine verwaiste und alleinstehende, aber anscheinend wohlhabende Cousine von Hammershaimb (Jomfrú Schrøter) wohnte bei ihm im Pfarrhaus. Sie war die Tochter von Mariane Sophie Hammersheimb (1773–1828), einer Schwester von Hammershaimbs Vater, die mit dem 1851 verstorbenen Pfarrer Johan Henrik Schrøter verheiratet gewesen war. Von ihr lieh sich Hammershaimb für den Neubau knapp 4000 dänische Reichstaler zu einem Zinssatz von 6 Prozent jährlich über 28 Jahre. Das neue Haus mit über zehn Zimmern war für die damaligen Verhältnisse sehr großzügig, so dass es nach dem Sitz des Amtmanns das zweitgrößte Wohnhaus auf den Färöern gewesen sein soll. Hammershaimbs Frau hatte jedem Zimmer sogar einen eigenen Namen gegeben. Schon im November 1863 war das Haus fertig und konnte bezogen werden. Heute ist dieser Hof unter dem Namen Gamli Prestagarður á Nesi bekannt. Er wurde Mitte der 1990er Jahre vom Land gekauft und dient als Museum und Veranstaltungsort.
1867 wurde Hammershaimb schließlich Propst der Färöer mit Sitz in Nes. Bereits seit 1866 saß er im Løgting, wo er für drei Legislaturperioden als Politiker wirkte. Als Propst war er Mitglied des Parlaments von Amts wegen und musste nicht extra gewählt werden. Aus selbigem Grund war er auch Mitglied der Schuldirektion und trug in diesem Rahmen dazu bei, dass 1870 in Tórshavn ein Lehrerseminar eingerichtet wurde und dass in den Gemeinden ab 1872 alle Kinder über sieben Jahre eine ausreichende Schulbildung erhielten, was damals noch nicht selbstverständlich war. 1878 zog er wieder nach Dänemark, wo er in Lyderslev und Frøslev auf die Insel Seeland wirkte.
Im Jahr 1893 kehrte er noch ein letztes Mal auf die Färöer-Inseln zurück und erlebte dort einen herzlichen Empfang, ein Ausdruck der Wertschätzung, die man ihm inzwischen entgegenbrachte. Wenige Jahre später wurde er pensioniert und zog im Jahr 1897 mit seiner Frau nach Kopenhagen (Ryesgade 110), wo er am 8. April 1909 starb.
V. U. Hammershaimb und seine Frau hatten acht Kinder, darunter der Schiffbauingenieur Gunnar Hammershaimb (1862–1947).
An seinem Leben fällt auf, dass es viele Parallelen zu dem bedeutenden dänischen Theologen, Philologen, Dichter und Politiker N.F.S. Grundtvig gibt. Und in der Tat: Beide kannten sich nicht nur, sie waren gute Freunde und standen in ständigem Briefkontakt. Besondere Bedeutung erlangte seine Freundschaft zu Svend Grundtvig, dem Sohn des N. F. S., der u. a. das dreibändige Lexicon Færoense schrieb.

## Linguistische Arbeit
1846 schrieb Hammershaimb seine färöische Orthographie nieder, die mit geringfügigen Änderungen bis heute gültig ist (erschien erst 1891 in Buchform). Seine Orthographie richtet sich – wie die der Brüder Grimm – nach etymologischen Prinzipien und ist stark an die altnordische Ursprungssprache angelehnt. Hammershaimb selber nannte sie etymologisierende Normalrechtschreibung. Er schaffte so einen Kompromiss, der einerseits für die Sprecher aller existierenden färöischen Dialekte akzeptabel ist und andererseits den Sprechern der anderen skandinavischen Sprachen noch so vertraut ist, dass ihnen die überlieferten altfäröischen Texte erschlossen werden.
In der Folge begann er mit der systematischen Herausgabe von alten Balladen wie der Sigurdlieder und der Färingersaga in der neufäröischen Sprache, womit er die Grundlagen für die moderne färöische Literatur schuf.

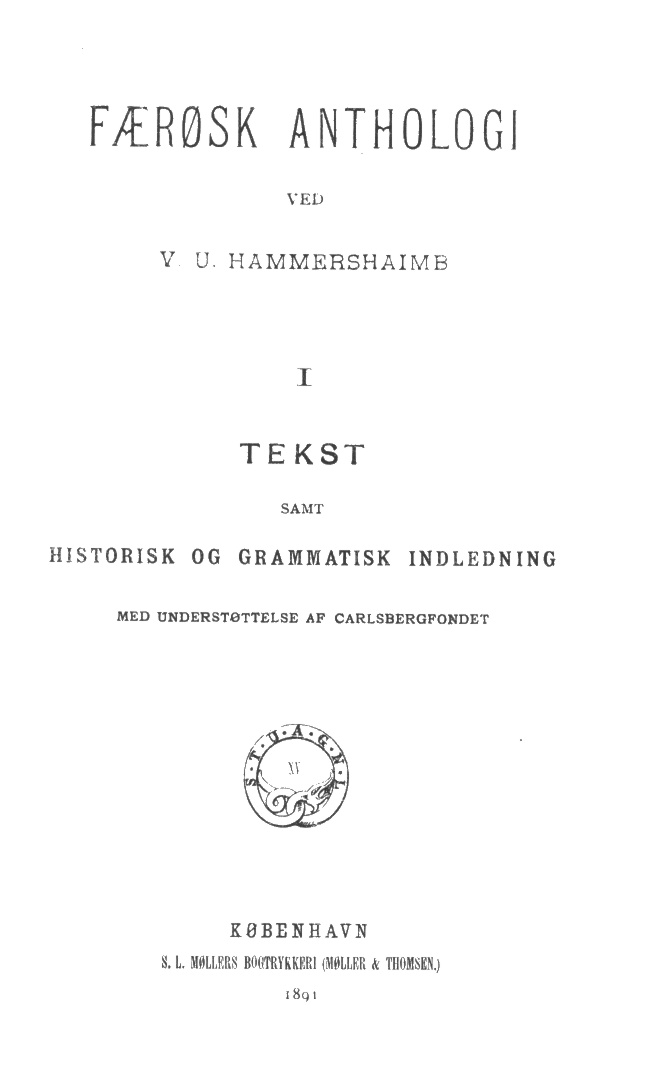
Der 1891 von Hammershaimb herausgebrachte erste Band der Færøsk Anthologi

Besonderen Wert erlangte seine über tausendseitige Färöische Anthologie (Færøsk Anthologi) in zwei Bänden von 1886–1891, wo er (zusammen mit Jakob Jakobsen) seine Arbeiten zusammenfasste. Die 120-seitige Einleitung ist zur Hälfte ein allgemeines Buch über die Färöer und zur anderen Hälfte eine Sprachlehre. Der größte Teil des Werkes ist eine Textsammlung mit überlieferten Balladen, Weisen und Prosa in färöischer Sprache, darunter Hammershaimbs selbst verfassten Folkelivsbilleder (Bilder aus dem Volksleben) und zwei Aufsätze zu Rechtschreibung und Lautschrift des Färöischen. Der zweite Band erschließt mit einem umfangreichen Glossar Färöisch-Dänisch und einem Personen- und Ortsregister nicht nur den ersten Band, sondern auch Hammershaimbs frühere Balladensammlung.
Auch die Schreibweise der Ortsnamen auf den Färöern beruht auf Hammershaimbs Vorgaben. Sie wurde 1873 von Kopenhagen im Ny Matrikel for Færøerne festgelegt. Einen weiteren wichtigen Einfluss hat die Zeitung Dimmalætting (gegründet 1877), die von Anfang an in ihrem Feuilleton Hammershaimbs Orthographie verwendet.

## Werke
- 1846: Færøiske Sagn (S. 358ff.) sowie Bemærkninger ved den færøiske Udtale (S. 363–365). In: Annaler for Nordisk Oldkyndighed og Historie (Digitalisat in der Google-Buchsuche).
- 1848: Meddelelser fra en rejse på Færøerne 1847–48. In: Antikvarisk Tidsskrift, udgivet af Det kongelige nordiske Oldskrift-Selskab. 1846–1848, S. 258 (runeberg.org).[12][13]
- 1851: Færøiske Kvæder I (Sjúrðar Kvæði), Kopenhagen; 2. Ausgabe, Färöer 1969 (Digitalisat in der Google-Buchsuche).
- 1854: Færøiske sproglære af V. U. Hammershaimb. In: Det Kongelige Nordiske Oldskrift-Selskab (Hrsg.): Annaler for Nordisk Oldkyndighed og Historie / 1854. Kopenhagen 1854, S. 233 (Textarchiv – Internet Archive).
- 1855: Færøiske Kvæder II. (Færøske Kvæder). Kopenhagen; 2. Ausgabe, Färöer 1969 (Digitalisat in der Google-Buchsuche).
- 1884: Føroyingasøga / útløgd úr íslandskum av V. U. Hammershaimb. Tórshavn (137 Seiten; weitere Ausgaben 1919 und 1951).
- 1891: Færøsk Anthologi I. Tekst samt historisk og grammatisk Indledning. Kopenhagen; 3. Nachdruck, Tórshavn 1991 (576 S., Beschreibung der Inseln, Färöische Geschichte und Lebensweise, Sprachlehre; Textsammlung – Balladen, Sagen und Sprichwörter –, Prosa, linguistische Betrachtungen, Textarchiv – Internet Archive).
- 1891: Færøsk Anthologi II. Ordsammling og Register. bearbeitet von Jakob Jakobsen Kopenhagen; 3. Nachdruck, Tórshavn 1991 (467 Seiten, Umfangreiches Glossar Färöisch-Dänisch und kommentiertes Personen- und Ortsregister zu Band I und den Werken von 1851 und 1855, jeweils mit genauen Referenzen. Textarchiv – Internet Archive).
- 1911: Lesibók. Venceslaus Ulricus Hammershaimb. (Kvoldseta 289–291, Fjallgonga 291–295, Grindaboð 295–314, Samljóð og misljóð 302–304, Textarchiv – Internet Archive).
- 1990: Havfrúgv; Nykur. Føroya skúlabókagrunnur, Tórshavn 1990 (22 Seiten, Schulbuch).